# Liezi

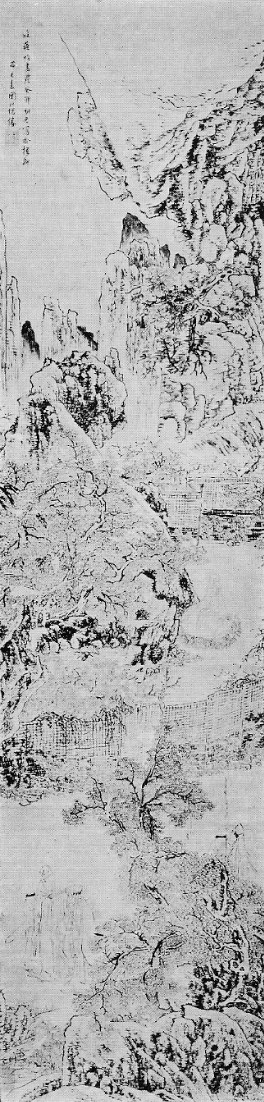
Liezi in een landschap, schilderij uit 1814 van de Chinese Su Renshan.

De Liezi (spreek uit als [Ljeh Dz], niet als [Lie Zie]) is een taoïstische tekst, die wordt toegeschreven aan Lie Yukou, een filosoof uit de 5e eeuw v.C., maar Chinese en Westerse wetenschappers denken dat het werk uit de Honderd Scholen van het denken rond de 4e eeuw v.C. is samengesteld.

## Geschiedenis van het geschrift
De eerste vermeldingen van het boek Liezi dateren uit de tijd van de Han-dynastie. De samensteller Liu Xiang merkt op dat hij uit de Liezi herhalingen verwijderd heeft en het werk opnieuw heeft gerangschikt in acht hoofdstukken (pian, 篇). Het bibliografie-gedeelte van het Boek van de Han vermeldt dat het acht pian heeft en concludeert dat de schrijver vóór Zhuang Zi moet hebben geleefd, omdat de Liezi door de Zhuangzi wordt geciteerd. Er bestaat een kloof van drie eeuwen tussen de volgende vermelding van de Liezi. Onder de Jin dynastie schreef Zhang Zhan (張湛, ca. 370) een commentaar op de Liezi. Hij beweerde in zijn voorwoord dat hij zijn exemplaar van de Liezi van zijn grootvader had gekregen. Alle bewaarde teksten van de Liezi zijn ontleend aan de versie van Zhang, die het werk in acht hoofdstukken (zhuan, 巻) verdeelde.
Tijdens de regering van keizer Tang Xuanzong (712-756), werd de Liezi aangeduid als een klassieke taoïstische tekst, die samen met de beroemdere Tao Te Ching en Zhuangzi, de trilogie completeerde. Het geschrift werd eerbiedig betiteld als de Chongxu zhenjing (沖虛真經, "Het ware boek van eenvoud en leegte", ook bekend als "Het ware boek van de volkomen leegte"). Dit "Eenvoud en leegte" is de vertaling van Wing-tsit Chan; chongxu (letterlijk "hoogte/jong/eenvoudig leeg/hemelen/fatsoenlijk") betekent gewoonlijk "stijg omhoog, rijs hoog; zorgeloos, bevrijd van eerzucht". Tijdens het bewind van keizer Song Zhenzong (997-1022) werd de Liezi verder geëerd als de Chongxu zhide zhenjing (沖虛至德真經; "Het ware boek van eenvoud en leegte en volmaakte deugd").

## Inhoud
Hieronder staan de acht hoofdstukken van de Liezi, met de vertaling van de titels,
| juan | Titel              | Vertaling                      |
| ---- | ------------------ | ------------------------------ |
| 1.   | Tianrui 天瑞       | Hemelse tekenen                |
| 2.   | Huangdi 黃帝       | De Gele Keizer                 |
| 3.   | Zhou Muwang 周穆王 | Koning Mu van Zhou             |
| 4.   | Zhongni 仲尼       | Confucius                      |
| 5.   | Tang wen 湯問      | De vragen van Tang             |
| 6.   | Liming 力命        | Inspanningen en lotsbestemming |
| 7.   | Yang Zhu 楊朱      | Yang Zhu                       |
| 8.   | Shuo fu 說符       | Over overeenkomsten            |

ontleend aan De Meyer, 2008.
De meeste hoofdstukken van de Liezi zijn naar beroemde mensen uit de mythologie en de geschiedenis genoemd. Het zijn of wijze heersers zoals de Gele Keizer, die ongeveer 2500 v.Chr. regeerde, Koning Tang van Shang, die ongeveer 1600 v.Chr. regeerde en Koning Mu van Zhou, die ongeveer 1000 v.C. regeerde, of filosofen zoals Confucius, 551-479 v.Chr. en Yang Zhu, ca. 350 v.Chr.
De Liezi wordt over het algemeen als de meest toegankelijke van de belangrijkste taoïstische teksten beschouwd, vergeleken met de filosofische geschriften van Laozi en de poëtische verhalen van Zhuangzi. Het bevat veel allegorische verhalen en parabels over het leven in Tao, en behandelt veel thema’s, zoals magie en tovenarij, legenden, mythen, filosofische verhandelingen of kosmologische speculaties. Hoewel de Liezi in het Westen niet op grote schaal is gepubliceerd, zijn een aantal passages heel bekend. Gengsangzi 庚桑子, vergelijk met Zhuangzi h. 23, geeft bijvoorbeeld de volgende beschrijving van een zuivere taoïstische ervaring:

Mijn lichaam is in harmonie met mijn geest, mijn geest met mijn kracht, mijn kracht met mijn ziel, mijn ziel met het Niets. Als het nietigste ding of het zwakste geluid mij beroert, of het nou ver weg is voorbij de acht grensstreken of vlakbij tussen mijn wenkbrauw en wimper, moet ik dat vast weten. Maar ik weet niet of ik dat heb waargenomen met de zeven gaten in mijn hoofd en mijn vier ledematen, of dat ik dat weet door mijn hart, buik en inwendige organen. Het is gewoon mijn zelfkennis.

Vergelijk dat met de uitspraak uit de Zhuangzi,

De Volmaakte Mens gebruikt zijn geest als een spiegel — hij streeft niets na, ontvangt niets, beantwoordt maar verzamelt niets. Daardoor kan hij het winnen van de dingen zonder zichzelf schade te berokkenen.

Het kernbegrip van het boek is het begrip Ziran 自 然, de spontaniteit of ongekunsteldheid, die via de Tao, als weg, kan worden bereikt en vervolgens in Tao het leven betekent. Het boek roept op om je van kennis en willen te bevrijden en niet het verstand, maar de natuur te volgen. Het beeld van de Taoïstische Heilige of Volmaakte Mens, dat ook in andere taoïstische boeken wordt beschreven, onderscheidt zich daar niet van. De Liezi vertegenwoordigt de visie van het quiëtisme en de taoïstische deemoed. De kosmologische speculaties van de Liezi komen overeen met die van het taoïsme. Het gaat uit van een cyclische kringloop van alle dingen, die overeenkomen met de veranderingsstadia van Yin en yang, terwijl de Tao zelf niet is te veranderen of te vernietigen. De schrijver van de Liezi was de eerste Chinese filosoof, die een leer over het ontstaan van de wereld gaf, die bij Laozi alleen maar wordt aangeduid. Volgens de Liezi ontstaat de wereld uit de leegte van de Tao. De Liezi geeft ook een leer over de oneindigheid van tijd en ruimte.

## Authenticiteit
Liezi-deskundigen weten al lang dat veel passages overeenkomen met andere vóór-Han teksten zoals de Zhuangzi, Tao Te Ching, en Lüshi Chunqiu. Barrett (1993:298) zegt dat men “het er niet over eens is of het een oud boek is met latere toevoegingen of een vervalsing samengesteld uit oude bronnen.” Enerzijds zou de Liezi een kern kunnen bevatten van authentieke geschriften van Lie Yukou uit 400 v.C.; anderzijds zou het een compilatie kunnen zijn die Zhang Zhan rond 400 v.C. heeft samengesteld.
De Liezi lijkt het meest op de Zhuangzi. Zij delen veel personages en verhalen; Graham (1990:12) somt zestien complete episoden plus paragrafen op uit andere geschriften. De Zhuangzi vermeldt ook Liezi in vier hoofdstukken en Lie Yukou in drie. Bijvoorbeeld in de volgende beroemde passage:
[Liezi] kon rijden op de wind en rondzweven met een koele en opgewekte vaardigheid, maar na vijftien dagen keerde hij terug op aarde. As far as the search for good fortune went, he didn't fret and worry. He escaped the trouble of walking, but he still had to depend on something to get around. If he had only mounted on the truth of Heaven and Earth, ridden the changes of the six breaths, and thus wandered through the boundless, then what would he have had to depend on? Therefore I say, the Perfect Man has no self; the Holy Man has no merit; the Sage has no fame. (chap. 1, tr. Watson)
De laatste twee hoofdstukken hebben een andere inhoud, die verschilt van het Taoïsme elders in het boek. Hoofdstuk 7 geeft de hedonistische filosofie van "Yang Zhu" (Yangzi) weer, die berucht was door zijn kritiek op Mencius, omdat hij “geloofde dat ‘iedereen voor zichzelf’ moest leven. Als hij de hele wereld zou kunnen helpen door maar een enkele haar uit te trekken, zou hij het niet hebben gedaan.” (hfdst. 7A, vert. Muller) Zhang Zhan vermoedt dat dit hoofdstuk, dat zich richt op het toegeven aan lichamelijk en tijdelijk genot, dateert uit de vroegere jaren toen Lie Yuko nog een hedonist was en dus voordat hij taoïst werd. De bekende deskundige van de Chinese filosofie, Wing-Tsit Chan (1963:309) noemt het "Yang Zhu"-hoofdstuk “negatief Taoïsme” in tegenstelling tot het Taoïsme van Lao Tze, Zhuangzi en Huainanzi, die “allemaal positief waren en allemaal iets nieuws boden.” Hoofdstuk 8, “Verklaren van verbanden,” is hoofdzakelijk ontleend aan andere vroege bronnen, niet alleen aan taoïstische maar ook aan Confucianistische en Mohistische teksten, twee filosofieën, die tegengesteld zijn aan het filosofische Taoïsme, dat dit boek vertolkt.
Angus C. Graham, emeritus hoogleraar aan de School of Oriental and African Studies, verheldert de herkomst van de tekst. Nadat hij de Liezi (1960) had vertaald, die Barrett (1993:307) “ongetwijfeld tot op heden de beste vertaling in een Westerse taal” noemt, analyseerde Graham (1961) taalkundig het bewijsmateriaal binnen het werk en de tekstparallellen. Hij ontdekte veel passages waarin de Liezi duidelijk afgeleid is van andere teksten, maar geen enkele waar het de primaire bron vormt voor andere passages. Het Voorwoord bij de herziene vertaling van de Liezi (1990:xi-xv) verheldert zijn duidelijk gewijzigde standpunt:
“Hoewel de meeste geleerden in China het al in 1960 over de late datering van de Liezi eens waren, waren de meeste westerlingen nog steeds niet bereid om de ouderdom ervan ter discussie te stellen. Mijn eigen tekstanalyse, hoewel die toen deze vertaling verscheen nog niet helemaal gereed was, steunde de Chinese datering, die tegenwoordig ook in het Westen de overhand heeft….Er was een resultaat van de tekstanalyse dat voor mij als een verrassing kwam. Het huidige boek beschrijft het hedonistische 'Yang Zhu'-hoofdstuk als ‘zo afwijkend van de rest van de Liezi, dat het van een andere hand moet zijn….Maar hoewel een nauwkeurig onderzoek over het algemeen duidelijke verschillen onthult tussen het gehele boek en de passages die ontleend zijn aan oudere bronnen, kon ik er geen enkele ontdekken die het hedonistische hoofdstuk onderscheidt van de rest. (1990:xiii)
Dankzij de incidentele onjuiste interpretaties van de tekst van de Liezi in het commentaar van Zhang Zhan, komt Graham tot de conclusie dat de “sturende hand” waarschijnlijk toebehoorde aan de vader of grootvader van Zhang, dat wil zeggen rond 300 v.C.
De geopperde Boeddhistische invloeden in de hoofdstukken 3 en 6 van de Liezi vormen mogelijk een bewijs dat de latere datering van de samenstelling bekrachtigt. "Koning Mu van Zhou" behandelt zintuiglijke waarnemingen als illusies; "Inspanning en bestemming” gaat uit van een fatalistisch (zo niet karmisch) standpunt over het lot, wat tegen het traditionele taoïstische begrip Wu wei ingaat.

## Vertalingen
Er bestaan minder Engelse vertalingen van de Liezi dan van andere taoïstische teksten. De eerste waren gedeeltelijke versies, Lionel Giles vertaalde in 1912 de hoofdstukken 1-6 en 8, terwijl Anton Forke (1912) hoofdstuk 7 voor zijn rekening nam ("Yang Zhu"). Zoals hierboven al is vermeld schreef A.C. Graham (1960, 1990) een definitieve wetenschappelijke vertaling. De meeste recente vertolking is die van Eva Wong (2001).
Jan De Meyer bezorgde in 2008 de eerste Nederlandse vertaling uit de brontekst.